# 藤本捨助
藤本 捨助（ふじもと すてすけ、1894年〈明治27年〉12月12日 - 1963年〈昭和38年〉9月11日）は、日本の政治家、教育者。衆議院議員を5期つとめた。 

## 経歴
1894年（明治27年）12月香川県大川郡引田町（現東かがわ市）生まれ。1917年（大正6年）香川師範学校卒業、1922年（大正11年）東京高等師範学校卒業、1928年（昭和3年）東北帝国大学法学部卒業後、高松高等商業学校教授。
1936年（昭和11年）に第19回衆議院議員総選挙に立候補するが落選。1937年（昭和12年）第20回衆議院議員総選挙で香川1区から初当選、1942年（昭和17年）に第21回衆議院議員総選挙（翼賛選挙）で再選を果たす（翼賛政治体制協議会推薦）。1945年（昭和20年）5月には鈴木貫太郎内閣農商参与官に就任。
1946年（昭和21年）、他の翼賛選挙推薦議員同様公職追放、1951年（昭和26年）追放解除。戦後は改進党から衆議院に立候補したが、1952年第25回衆議院議員総選挙・1953年第26回衆議院議員総選挙と落選が続き、改進党が日本民主党に合同した1955年第27回衆議院議員総選挙で国政復帰。保守合同後は自由民主党に所属し、1958年第28回衆議院議員総選挙、1960年（昭和35年）第29回衆議院議員総選挙でいずれも当選。1963年（昭和38年）1月には第3代全国療術師協会会長に就任している。1963年9月11日、衆議院議員在職中に死去。

## 家族
- 息子-藤本孝雄（元衆議院議員、第2次橋本内閣・農林水産大臣）